# 等离子体物理学 (期刊)
等离子体物理学（Physics of Plasmas），是美国的一个科学期刊，由美国物理联合会及美国物理学会等离子体物理学分会联合发行，领域为等离子体物理学相关。该期刊创始于1994年，由原来的《流体物理学B》演变而来。